# George Neville Watson
Pour les articles homonymes, voir George Neville, George Watson, Neville et Watson.
George Neville Watson, né le 31 janvier 1886 à Westward Ho! et mort le 2 février 1965 à Leamington Spa, est un mathématicien britannique, célèbre pour ses travaux sur les fonctions spéciales dans le cadre de la théorie de la variable complexe. Il établit en 1918 un résultat fondamental dans l'étude du comportement asymptotique des intégrales exponentielles, le lemme de Watson (en).

## Biographie
Watson est formé à la St Paul's School de Londres, où il est élève de Francis Macaulay, puis à Trinity College (Cambridge). C'est là qu'il fait la connaissance d’E. T. Whittaker, quoiqu'ils ne soient que deux ans dans cet établissement. De sa collaboration avec Whittaker sur la seconde édition (1915) de A Course of Modern Analysis (en) (1902) est né l'un des grands classiques de la littérature mathématique du XXe siècle, le « Whittaker & Watson ».
Watson devient professeur à l’université de Birmingham en 1918, et conserve ce poste jusqu'en 1951. Son Traité des fonctions de Bessel (1922), où il donne les développements asymptotiques des fonctions de Bessel, constitue un véritable tour de force. Au cours des années suivantes, il étudie les formules de multiplication complexe de Srinivasa Ramanujan, les pseudo-fonctions theta et l’action par conjugaison.
Se consacrant à l'étude des cas résolubles de l’équation du cinquième degré, il découvre (1929) l'identité suivante (dite identité des cinq facteurs) :
Cette identité, de forme analogue au triple produit de Jacobi et à l’identité de Macdonald (en) pour les combinaisons affines des racines d'une équation, a été redécouverte plusieurs fois depuis (Bailey (en), 1951 ; Gordon, 1961).
Watson est élu à la Royal Society, qui lui décerne la Médaille Sylvester en 1946.